# 心房粗動
心房粗動（しんぼうそどう）とは、不整脈のひとつ。

## 症状
- 頻拍
- 動悸

## 病理
- 心房粗動では多くの場合、右心房側の三尖弁輪上で、電気信号が回りつづけている状態となっている[2]。

## 診断
- 心電図
  - 典型例では12誘導心電図上Ⅱ，Ⅲ，aVFで鋸歯様波形(F波)を認める。

## 治療
- 薬物療法(抗不整脈)
  - β遮断薬
  - カルシウム拮抗薬
- 薬物療法(塞栓予防)
  - ワーファリン
  - 直接凝固因子阻害剤(DOAC)
- カテーテルアブレーション